# Samsung Gear Live
Die Samsung Gear Live ist eine Smartwatch mit Android Wear von Samsung und das fünfte Modell der Samsung-Gear-Reihe. Sie ist staub- und wasserfest, hat einen quadratischen 1,63-Zoll-AMOLED-Bildschirm mit einer Auflösung von 320 × 320 Pixeln und misst 37,9 × 56,4 × 8,9 mm³ bei 59 g Masse. Im Gegensatz zu dem damaligen einzigen Konkurrenten von LG, der LG G Watch, hat sie einen Pulsmesser. Des Weiteren hat sie eine 30,6 % größere Auflösung trotz gleicher Displaygröße. Dafür hält der Akku der LG G Watch wesentlich länger. In den anderen technischen Daten unterscheiden sich die beiden Uhren nur geringfügig. Der Prozessor ist mit 1,2 GHz getaktet. Das Gerät hat 512 MB RAM, 4 GB Flashspeicher und einen Akku mit 300 mAh.

## Verfügbarkeit
Die Gear Live wurde zusammen mit der LG G Watch auf der Entwicklerkonferenz Google I/O im Juni 2014 vorgestellt und war danach erstmal nur in den USA und in Kanada verfügbar. Dort zahlte man 199 US-Dollar über den Google Play Store. Im Juli kamen dann noch weitere Länder wie Australien, Frankreich, Deutschland, Indien, Irland, Italien, Japan, Südkorea und Spanien dazu. In Deutschland wird sie, wie auch die LG G Watch, im Google Play Store für 199 Euro angeboten.

## Bedienung
Im Gegensatz zu beispielsweise der LG G Watch mit Android Wear hat die Gear Live eine Hardwaretaste am rechten Rand, mit der die Uhr ein- und ausgeschaltet werden und ein Einstellungsmenü aufgerufen werden kann.